# 3478 Fanale
3478 Fanale è un asteroide della fascia principale del diametro medio di circa 14,95 km. Scoperto nel 1979, presenta un'orbita caratterizzata da un semiasse maggiore pari a 2,2358008 UA e da un'eccentricità di 0,1635180, inclinata di 3,83807° rispetto all'eclittica.